# Computer World
Computer World (německá verze Computerwelt) je album německé electro skupiny Kraftwerk, vydané roku 1981. V hudebním světě je album označováno za vrchol tvorby skupiny Kraftwerk.
Skupina album nestvořila za pomoci počítačů – první počítač Atari si Kraftwerk pořídili až na tour k tomuto albu.
V roce 1981 byla skladba Computer World nominována v cenách Grammy v kategorii „The Best Rock Instrumental Performance“.
Název závěrečné skladby It's More Fun To Compute je založen na sloganu „It's More Fun To Complete!“, který se objevoval na pinballových strojích z té doby.
Hudební motiv ze skladby Computer Love použila britská kapela Coldplay pro svou píseň Talk z alby X&Y.

## Singly
1. Pocket Calculator – květen 1981 (B-strana: Dentaku)
2. Computer Love – červenec 1981 (B-strana: The Model)
3. Computerwelt (Special Mix) – 1982

Singl Pocket Calculator byl vydán v několika jazykových verzích (německá Taschenrechner, francouzská Minicalculateur), přičemž všechny měly na B-straně japonskou verzi Dentaku.

## Seznam skladeb

### Anglická verze
1. (05:05) Computer World
2. (04:55) Pocket Calculator
3. (03:19) Numbers
4. (03:21) Computer World..2
5. (07:15) Computer Love
6. (06:17) Home Computer
7. (04:13) It's More Fun To Compute

### Německá verze
1. (05:05) Computerwelt
2. (05:03) Taschenrechner
3. (03:21) Nummern
4. (03:11) Computerwelt..2
5. (07:17) Computerliebe
6. (06:18) Heimcomputer
7. (04:12) It's More Fun To Compute

### Francouzská verze
1. (05:05) Computer World
2. (04:55) Minicalculateur
3. (03:21) Numbers
4. (03:11) Computer World..2
5. (07:15) Computer Love
6. (06:18) Home Computer
7. (04:12) It's More Fun To Compute

### Japonská verze
1. (05:05) Computer World
2. (04:55) Dentaku
3. (03:21) Numbers
4. (03:11) Computer World..2
5. (07:15) Computer Love
6. (06:18) Home Computer
7. (04:12) It's More Fun To Compute